# Гранулометрический состав горных пород
Гранулометри́ческий соста́в го́рных поро́д (фракционный состав) — относительное содержание в горной породе частиц различных размеров независимо от их химического или минералогического состава.

## Классификация
Гранулометрический состав — важный показатель физических свойств и структуры материала. Общепринятой классификации по данным гранулометрического состава не существует, что связано с различием целей и объектов, для которых производится определение гранулометрического состава. В геологии (литологии), горном деле, обогащении полезных ископаемых, грунтоведении, почвоведении, технологии строительных материалов и других областях техники применяют различные классификации и шкалы классов (фракций) крупности.

## Фракции частиц в горном деле
Классы (фракции) обычно обозначают в мм, в обогащении полезных ископаемых классы крупнее и мельче данного размера — знаками плюс и минус соответственно. В геологии при оценке осадочных горных пород различают (в скобках указан размер частиц):
- валуны крупные (свыше 500 мм),
- валуны средние (250—500 мм),
- валуны мелкие (100—250 мм),
- гальку (10—100 мм),
- гравий крупный (5—10 мм),
- гравий мелкий (2—5 мм),
- песок грубый (1—2 мм),
- песок средний (0,25—0,5 мм),
- песок мелкий (0,1—0,25 мм),
- алеврит (0,05—0,1 мм),
- пыль (0,005—0,05 мм),
- глину (до 0,005 мм).

В горном деле гранулометрический состав горной массы, отделённой от массива, используют для оценки результатов буровзрывных работ, качества продуктов обогащения и учитывают при выборе типа и параметров технологического оборудования в карьерах, на шахтах, дробильно-сортировочных, обогатительных, окомковательных фабриках.

## Определение гранулометрического состава
Для определения гранулометрического состава всей массы руды, состоящей из мелких частиц различных размеров и неправильной формы, проводят следующие анализы:
- ситовые,
- седиментационные или дисперсионные,
- микроскопические.